# Vester Hjermitslev (parochie)
Vester Hjermitslev is een parochie van de Deense Volkskerk in de Deense gemeente Jammerbugt. De parochie maakt deel uit van het bisdom Aalborg en telt 534 kerkleden op een bevolking van 564 (2004).
Historisch was de parochie deel van de herred Hvetbo. In 1970 werd Vester Hjermitslev opgenomen in de nieuwe gemeente Pandrup. Deze ging in 2007 op in de gemeente Jammerbugt.
Aaby · Alstrup · Bejstrup · Biersted · Brovst · Fjerritslev · Gjøl · Gøttrup · Haverslev · Hjortdal · Hune · Ingstrup · Jetsmark · Kettrup · Klim · Koldmose · Kollerup · Langeslund · Lerup · Øland · Øster Svenstrup · Saltum · Skræm · Torslev · Tranum · Vedsted · Vester Hjermitslev · Vester Torup · Vust